# Terras de Bouro
Terras de Bouro ('tɛʁɐʃ dɨ 'bo(ou)ɾu) è un comune portoghese di 8 350 abitanti situato nel distretto di Braga.

## Società

### Evoluzione demografica
| Popolazione di Terras de Bouro (1801 – 2004) | Popolazione di Terras de Bouro (1801 – 2004) | Popolazione di Terras de Bouro (1801 – 2004) | Popolazione di Terras de Bouro (1801 – 2004) | Popolazione di Terras de Bouro (1801 – 2004) | Popolazione di Terras de Bouro (1801 – 2004) | Popolazione di Terras de Bouro (1801 – 2004) | Popolazione di Terras de Bouro (1801 – 2004) | Popolazione di Terras de Bouro (1801 – 2004) |
| -------------------------------------------- | -------------------------------------------- | -------------------------------------------- | -------------------------------------------- | -------------------------------------------- | -------------------------------------------- | -------------------------------------------- | -------------------------------------------- | -------------------------------------------- |
| 1801                                         | 1849                                         | 1900                                         | 1930                                         | 1960                                         | 1981                                         | 1991                                         | 2001                                         | 2004                                         |
| 4091                                         | 5615                                         | 8436                                         | 10206                                        | 11762                                        | 10131                                        | 9406                                         | 8350                                         | 7955                                         |

## Suddivisioni amministrative
Dal 2013 il concelho (o município, nel senso di circoscrizione territoriale-amministrativa) di Terras de Bouro è suddiviso in 14 freguesias principali (letteralmente, parrocchie).

### Freguesias
1. Cibões: Cibões, Brufe
2. Chamoim: Chamoim, Vilar
3. Chorense: Chorense, Monte
4. Balança
5. Campo do Gerês
6. Carvalheira
7. Covide
8. Gondoriz
9. Moimenta
10. Ribeira
11. Rio Caldo
12. Souto
13. Valdosende
14. Vilar da Veiga